# Joseph Maréchal
Joseph Maréchal (1878. július 1. – 1944. december 11.) belga jezsuita pap, filozófus, teológus és pszichológus. A Leuveni Katolikus Egyetem tanára, az ún. transzcendentális tomizmus alapítója, amely megpróbálta egyesíteni Aquinói Tamás teológiáját Kant filozófiájával.

## Főbb művei
- Le point de départ de la métaphysique: leçons sur le développement historique et théorique du problème de la connaissance, 5 vols, (Bruges-Louvain, 1922–47)
- Études sur le psychologie des mystiques, 2 vols, (1926, 1937) [translated as Studies in the Psychology of the Mystics, tr. A. Thorold, (New York, 1964)
- Précis d'histoire de la philosophie moderne, (Louvain, 1933)
- Mélanges Joseph Maréchal, 2 vols, (Brussels / Paris, 1950)
- "The Intellectual Dynamism in Objective Knowledge." Tr. Richard De Smet and others. [Original, 'Le dynamisme intellectual dans la conaisance objective', in Revue néoscolastique de Philosophie 28 (1927) 137-165 = Mélanges Joseph Maréchal (Brussels / Paris, 1950) 1:75-101.] Poona: De Nobili College, 1963-65. 1-37. Unpublished. Available at Jnana Deepa Vidyapeeth Library, Pune, N13/M332.
- "At the Threshold of Metaphysics: Abstraction or Intuition?" Tr. Richard De Smet and others. [Original in Revue néoscolastique de Philosophie 31(1929) 27-52, 121-147, 309-342.] Poona: De Nobili College, 1963-65. 38-149. Unpublished. Available at Jnana Deepa Vidyapeeth Library, Pune, N13/M332.
- "The Natural Desire for Perfect Happiness." Tr. Richard De Smet and others. [Original in Mélanges Joseph Maréchal (Brussels / Paris, 1950) 2:323-337.] Poona: De Nobili College, 1963-65. 150-170. Unpublished. Available at Jnana Deepa Vidyapeeth Library, Pune, N13/M332.
- A Maréchal Reader, ed and trans Joseph Donceel, (New York: Herder & Herder, 1970)
- Maréchal, Joseph. The Psychology of the Mystics. Mineola, New York: Dover Publications (2004. március 23.). ISBN 9780486436944